# Рошиори (Муреш)
Рошиори (рум. Roșiori) насеље је у Румунији у округу Муреш у општини Лудуш. Oпштина се налази на надморској висини од 293 m.

## Становништво
Према подацима из 2002. године у насељу је живело 795 становника.

### Попис2002.
| Расподела становништва по националности 2002.‍ | Расподела становништва по националности 2002.‍ | Расподела становништва по националности 2002.‍ | Расподела становништва по националности 2002.‍ | Расподела становништва по националности 2002.‍ |
| --------------------------------------------- | --------------------------------------------- | --------------------------------------------- | --------------------------------------------- | --------------------------------------------- |
|                                               |                                               |                                               |                                               |                                               |
| Румуни                                        | Румуни                                        |                                               | 107                                           | 13,5%                                         |
| Мађари                                        | Мађари                                        |                                               | 688                                           | 86,5%                                         |